# 1618年大彗星
1618年大彗星（Great Comet of 1618），正式命名為C/1618 W1，由於該彗星非凡的亮度和長達90°的尾巴，它被認為是大彗星之一。
1618年大彗星是第一顆人類使用望遠鏡觀測到的彗星（同年還有兩顆較小的彗星）。在頂尖科學家精確觀測的同時，其他科學家則在研討會上討論了這些彗星究竟是剛爆發的歐洲戰爭引起的徵兆，還是純粹的自然現象。

## 觀測史
1618年，出現三顆肉眼可見的彗星。其中最亮的一顆可能是在11月25日首次觀測到的。兩篇中文文獻指出，（當地時間）11月26日上午，天空中出現一顆彗星，它的尾巴超過10°長，指向東南方。
然而，這顆彗星最早可能在波斯被發現，西班牙駐伊斯法罕大使加西亞·德席爾瓦·伊·菲格羅亞在一兩天前就看到了彗星。 然而，他的報告並不準確，他將彗星描述為瀰漫的，與東方天空中的金星具有相同的顏色和亮度。韓國和菲律賓地區也出現了目擊紀錄。
從11月底開始，歐洲許多天文學家就觀測到了彗星。約翰尼斯·克卜勒於11月29日早上在林茨看到了它，並測量彗星的路徑直到1月7日為止。瑞士耶穌會教士約翰·巴普蒂斯特·塞薩特（Johann Baptist Cysat）從12月1日起在因戈爾施塔特觀測到了這顆彗星。12月9日，他報告尾巴長度為70°。英國天文學家約翰·班布里奇（John Bainbridge）於11月28日至12月26日觀察了它，並繪製了顯示彗星在天空中位置的地圖。根據他的觀察，他認為這顆彗星距離地球的距離是月球距離的十倍。
第谷·布拉赫的學生丹麥人隆戈蒙塔努斯（Christen Sørensen Longomontanus）於12月10日在哥本哈根觀察到彗星尾巴長度為104°，而耶穌會教士奧拉齊奧·格拉西(Orazio Grassi)於12月12日在羅馬估計尾巴長度約為60°。其他觀察記錄包括普羅旺斯地區皮埃尔·伽桑狄、符騰堡的威廉·希卡德、萊頓的威理博·司乃耳等。
1619年1月4日之前，中國地區都可以觀測到這顆彗星。最後一次觀測紀錄是約翰·巴普蒂斯特·塞薩特於1月22日早上使用望遠鏡進行的。
11月29日，彗星的視星等達到0-1等。